# Sanitz
Sanitz est une ville allemande située dans le Land de Mecklembourg-Poméranie-Occidentale et l'arrondissement de Rostock.

## Géographie
La ville de Sanitz est située à environ 15 km à l'est de Rostock.

## Quartiers
| |                                                                            |  |
| - Groß Freienholz - Groß Lüsewitz - Gubkow - Hohen Gubkow - Horst - Klein Freienholz - Klein Wehnendorf | - Niekrenz - Oberhof - Reppelin - Teutendorf - Vietow - Wendfeld - Wendorf |  |

## Jumelage
- Świdwin (Pologne)

## Personnalités liées à la commune
- Friedrich von Flotow (1812-1883), compositeur né à Teutendorf, aujourd'hui commune de Sanitz
- Helga Radtke (* 1962), athlète née à Sanitz